# Ângela Viegas Santiago
Pour les articles homonymes, voir Viegas et Santiago (homonymie).
Ângela Viegas Santiago est une femme politique santoméenne, membre du Mouvement pour la libération de Sao Tomé-et-Principe – Parti social-démocrate. Elle est ministre de l'Agriculture et du Développement rural en 2008 puis ministre des Finances.